# بورتيو دي توليدو
بورتيو دي توليدو (بالإنجليزية: Portillo de Toledo)‏ هي بلدية ومدينة في منطقة الحكم الذاتي كاستيا-لا مانتشا وتقع في مقاطعة طليطلة في وسط إسبانيا. تبلغ مساحة هذه المدينة 20 (كم²)، ويبلغ عدد سكانها 2157 نسمة حسب إحصاء المعهد الوطني الإسباني سنة 2008 م.